# Athéna Sol
Pour les articles homonymes, voir Sol.
Lorna Athéna David dite Athena Sol, née en 1992, est une enseignante, chercheuse en littératures médiévales, autrice et vidéaste web française. Elle est connue pour ses activités de créatrice de contenus sur les réseaux sociaux, principalement TikTok mais aussi YouTube et Instagram, via ses chaînes « Athéna Sol » sur lesquelles elle parle de linguistique et de littérature. 

## Biographie

### Jeunesse, formation et carrière
Athéna Sol, née en 1992, prend très tôt conscience du pouvoir des mots. Dès neuf ans, elle expérimente les regards et comportements sexistes dans la rue, et utilise le langage pour se défendre. Mais c'est au lycée qu'elle développe une passion pour la langue française. Elle suit des études de lettres à l'université Michel de Montaigne (Bordeaux III), décroche l'agrégation de lettres modernes et entame en 2016 une thèse intitulée « Corps de femmes entre artifice et nudité : un jeu ambigu de caché-montré (XIIe et XIIIe siècles) » sous la direction de Danièle James-Raoul. Elle est dans le même temps chargée de cours à l'université Bordeaux Montaigne en langue et littérature médiévales.
En 2015, elle s'engage contre la réforme du collège portée par la ministre Najat Vallaud-Belkacem. Elle enseigne depuis les lettres modernes en lycée, dans la région bordelaise. Elle est par ailleurs chercheuse associée au sein du LaPRIL, le « Laboratoire sur l’imaginaire » de l'unité de recherche « Plurielles 24142 » (Université Bordeaux Montaigne).

### Activité de vidéaste
Elle crée en 2020 le compte « Athéna Sol » sur Tiktok, peu après le premier confinement. Elle y connaît rapidement le succès, partageant dans ses vidéos son amour de la langue française comme ses engagements féministes et LGBTQIA+, n'hésitant pas à exposer ouvertement ses convictions.
Elle se fait remarquer en tentant, en septembre 2021, la dictée de Prosper Mérimée réputée être « la plus difficile du monde », à la suite d'un défi lancé par ses abonnés. Mais c'est son concept Des charos et des lettres qui assure sa notoriété : elle y propose des analyses littéraires des commentaires sexistes dont elle est victime en ligne ou dans la rue, pour mieux les ridiculiser. Elle propose aussi des pastilles qui présentent l'histoire et l'étymologie de mots plus ou moins usités.
En 2022, elle participe à la web-série de vulgarisation Dans le manoir,, produite par String Theory, qu'elle co-scénarise avec d'autres enseignants créateurs de contenus comme YannToutCourt. La même année, elle publie son premier ouvrage, Parle ou crève, aux éditions First, récit autobiographique construit sur son rapport aux mots.
En 2023, en collaboration avec Lumni, Athéna Sol anime la série « C’est la base » qui convoque des rappeurs pour déclamer douze poèmes célèbres, ensuite analysés par la vidéaste. En 2024, toujours avec Lumni, elle développe le programme « Les tutos du bac français avec Athéna Sol », en quinze épisodes. La même année elle lance une webcréation, produite par TV5monde, « On va dire les termes », dont elle écrit et incarne les huit épisodes : chacun d'entre eux présente un mot de la langue française reflétant les évolutions culturelles et sociétales du pays. Ce programme a été lauréat du premier Fonds Francophone Numérique SACD – TV5MONDE.

### Divers
En 2022, Athéna Sol s'engage dans la campagne « Arrête, réfléchis, décide, agis » déployée par ByteDance pour lutter contre les challenges dangereux qui se multiplient sur les réseaux sociaux. En 2023, aux côtés de Hugo Travers, elle est l'une des invitées phare du festival « Me parle pas d'âge ! », lancé par le conseil départemental de la Gironde à destination des jeunes.

## Publications

### Ouvrage
- Athéna Sol, Parle ou crève : Quand j'ai pris conscience du pouvoir des mots, Paris, First éditions, 2022, 198 p. (ISBN 978-2-412-07926-3 et 978-2-412-08537-0, lire en ligne)[26].

### Publications scientifiques
- Lorna Athéna David, « Du corps de la femme au corps de l'animal : Le transfert de la violence masculine dans Wuthering Heights (Emily Brontë, Andrea Arnold) », dans Marie-Lise Paoli (dir.), L'Imaginaire au féminin : Du liminal à l'animal…, Pessac, Presses universitaires de Bordeaux, coll. « Eidôlon » (no 122), 2018, 321 p. (ISBN 979-10-91052-23-8 et 979-10-300-0514-1, DOI 10.4000/books.pub.12961, lire en ligne), p. 183–198.